# Eadgar (Hereford)
Eadgar († zwischen 930 und 931) war Bischof von Hereford. Er wurde zwischen 888 und 901 zum Bischof geweiht und trat sein Amt im gleichen Zeitraum an. Er starb zwischen 930 und 931.